# زینهو
کریزام سزار د الیویرا فیلهو (به پرتغالی: Crizam César de Oliveira Filho) بال اهل برزیل است که در شهر نووا ایگواسو, ایالت ریو د ژانیرو و در تاریخ ۱۷ ژوئن ۱۹۶۷ به دنیا آمده‌است.
رودریگو پوسیبون در تیم‌های فوتبال فلامینگو ،پالمیراس،Yokohama Flügels،پالمیراس، Grêmio و پالمیراس سابقهٔ حضور دارد. این بازیکن همچنین در بین سال‌های ۱۹۸۹–۱۹۹۸، ۵۷ بار برای، تیم ملی فوتبال برزیل به میدان رفته‌است و طی این مدت ۷ گل به ثمر رسانده‌است.